# Chai Buri
Chai Buri (em tailandês: อำเภอเวียงสระ) é um distrito da província de Surat Thani, no sul da Tailândia. É um dos 19 distritos que compõem a província. Sua população, de acordo com dados de 2012, era de 26 775 habitantes. Sua área territorial é de 440,7 km².
Foi elevado à categoria de distrito em 5 de junho de 1981.

## Geografia
O distrito está localizado no sul da província de Surat Thani. O principal rio é o Khlong Thorom, que atravessa o distrito do sul para o norte.
Os distritos vizinhos são: Phrasaeng ao norte e ao leste, que é também o único distrito de Surat Thani a limitar-se com Chai Buri. Além deste, limita-se com Khao Phanom e Plai Phraya, pertencentes à província de Krabi.